# Milenio (periódico)
Milenio Diario, conocido también como Milenio Nacional o Milenio, es un periódico mexicano. Se fundó en la ciudad de Monterrey, capital del estado de Nuevo León, México, con el nombre Diario de Monterrey, y fue responsable de su creación Jesús Dionisio González el 22 de noviembre de 1974. En la Ciudad de México, el diario debutó el 1 de enero de 2000.
El periódico es distribuido en toda la República Mexicana como Milenio Nacional desde Ciudad de México. Grupo Milenio imprime, además, libros y suplementos tales como la revista Socialite Chic, el semanario M (antes revista Milenio Semanal) el suplemento cultural Laberinto y el suplemento semanal Mercados de Financial Times, además de contar con el suplemento diario junto con La Afición, de El Mundo de España, en colaboración con Milenio, entre otras publicaciones.[cita requerida]
Aparece impreso en formato europeo y es de 40 páginas, aunque su paginación varía en ocasiones. Se imprime a color y en blanco y negro.[cita requerida]
Hacia 2008, se lanzó al aire el proyecto Milenio Televisión, incursionando para la Organización Editorial Mexicana (OEM), además de contar con un portal informativo en Internet y con una estación de radio en Monterrey, en la Ciudad de México, en Guadalajara, en Puebla y en Torreón (Laguna).
En las elecciones federales en México de 2012, el candidato Andrés Manuel López Obrador, de la oposición, dijo que el diario estaba apoyando a su competidor, Enrique Peña Nieto, del Partido Revolucionario Institucional. El día posterior a la elección presidencial, el periodista y director editorial adjunto de Grupo Milenio en aquel entonces, Ciro Gómez Leyva, se disculpó por la inexactitud de las mediciones presentadas.
Según la Revista Merca 2.0, en su medición de los diez periódicos en línea más influyentes de México, Milenio es el segundo a nivel nacional, por debajo de El Universal. Milenio cuenta con una versión impresa, con televisión (exclusivo en TV de paga), radio, web, app y un desempeño considerado bueno en el manejo de información en redes sociales.[cita requerida]
Milenio se ha posicionado entre los mejores diarios en México, solo por debajo de Reforma y El Universal. Las posiciones varían cada año y mes con mes, dependiendo de su circulación, suscriptores, ventas y tiraje. La Jornada, Excélsior y El Sol compiten fuerte con Milenio, pasando por encima de El Economista. Actualmente, su director editorial es Alfredo Campos Villeda.[cita requerida].
Se considera que las plazas más fuertes de Milenio son Nuevo León (sede), Ciudad de México y Jalisco. En la ciudad de Guadalajara, Milenio tiene una competencia muy fuerte con El Informador un diario local de Jalisco que lo convierte líder, siendo el periódico con mayor tiraje en el estado y sexto en el país. Otra competencia fuerte, en la que incluso se rumoró que hubo conflictos, es el periódico Mural de Grupo Reforma.

## Suplementos
El suplemento cultural Laberinto inició el 22 de junio de 2003 y es dirigido por José Luis Martínez S.
M Revista de Milenio inició en 2020 y es dirigida por Sarah Gore Reeves.
Entre otros suplementos que se publican en Milenio, se encuentran Dominical, Campus, Anuario, Mujeres, Autos, Desarrollo Económico, Responsabilidad Social de las Empresas, Las Mejores Empresas, México Verde, El Buen Fin y Filias cada año colaborando para la Feria Internacional del Libro de Guadalajara, FIL.
Milenio diario.

## Misión y visión
Esta información no se encuentra en su portal web (http://www.milenio.com/). Sin embargo, los anteriores datos se encuentran plasmados afuera del área física de recursos humanos de Milenio Jalisco.[cita requerida]

### Misión
Según el propio diario, su misión es comunicarse para cada vez dar más valor a su auditorio y a sus socios comerciales, empleando las diversas plataformas tecnológicas para la generación de los contenidos y usando diferentes medios de distribución para maximizar su cobertura y alcance.[cita requerida]

### Visión
Según el propio diario, su visión consiste en fortalecer el proceso de generación de contenidos multimedia 360°, creando ventajas competitivas que les permitan diferenciarse de la competencia y lograr la preferencia del auditorio y de sus clientes.[cita requerida]

### Publicaciones Milenio
- Luis Petersen - Monterrey
- Manuel Baeza - Jalisco
- Marcela Moreno R. - Laguna
- Diana Mancilla - Estado de México
- Miguel Ángel Puértolas - León
- Miguel Ángel Vargas - Hidalgo
- Pablo Ruiz Lo - Puebla
- José Cabrera - Colima[cita requerida]

Anteriormente, Milenio se publicaba en Campeche y, en colaboración con la casa editora e imprenta de Guadalajara, se imprimía el diario Nayarit y, después, el diario Vallarta-Pacífico.[cita requerida]
Actualmente, Milenio León (en León) no cuenta con talleres gráficos, ya que es reciente su publicación, y se imprime en Guadalajara.[cita requerida]

## Columnistas
A continuación, se presentan los columnistas de la edición nacional del diario:
- Carlos Marín Martínez
- Héctor Aguilar Camín
- Carlos Puig
- Joaquín López-Dóriga
- Alfredo Campos Villeda
- Agustín Gutiérrez Canet
- Bárbara Anderson
- Rafael Pérez Gay (Gil Gamés)
- Enrique Acevedo
- Jairo Calixto Albarrán
- Epigmenio Ibarra
- Leopoldo Gómez
- Ricardo Monreal Ávila
- Jesús Rangel
- Óscar Cedillo
- Gibrán Ramírez Reyes
- Diego Fernández de Cevallos
- Álvaro Cueva
- Héctor Zamarrón
- Román Revueltas Retes